# リッチランド郡 (ノースダコタ州)
リッチランド郡（英: Richland County）は、アメリカ合衆国ノースダコタ州の南東部隅に位置する郡である。2010年国勢調査での人口は16,321人であり、2000年の19,998人から9.3％減少した。郡庁所在地はワーペトン市（人口7,766人）であり、同郡で人口最大の町でもある。リッチランド郡はミネソタ州に跨るワーペトン小都市圏を構成している。

## 歴史
リッチランド郡は1872年から1873年にダコタ準州議会が創設した。郡名は1869年に後のワーペトン市となる所に入植したモーガン・T・リッチに因んで命名された。郡政府は1873年11月25日に初めて組織化された。

## 地理
アメリカ合衆国国勢調査局に拠れば、郡域全面積は1,446平方マイル (3,745 km2)であり、このうち陸地は1,437平方マイル (3,722 km2)、水域は9平方マイル (23 km2)で水域率は0.62％である。

### 主要高規格道路
| - 州間高速道路29号線 | - ノースダコタ州道11号線 - ノースダコタ州道13号線 - ノースダコタ州道18号線 | - ノースダコタ州道27号線 - ノースダコタ州道46号線 - ノースダコタ州道127号線 |

### 隣接する郡
- カス郡 - 北
- ウィルキン郡 (ミネソタ州) - 東
- トラバース郡 (ミネソタ州) - 南東
- ロバーツ郡 (サウスダコタ州) - 南
- サージェント郡、ランサム郡 - 西

### 国立保護地域
- シャイアン国立草原（部分）

## 人口動態
以下は2000年の国勢調査による人口統計データである。
| 基礎データ - 人口: 17,998人 - 世帯数: 6,885 世帯 - 家族数: 4,427 家族 - 人口密度: 5人/km2（12人/mi2） - 住居数: 7,575軒 - 住居密度: 2軒/km2（5軒/mi2） 人種別人口構成 - 白人: 96.83% - アフリカン・アメリカン: 0.34% - ネイティブ・アメリカン: 1.66% - アジア人: 0.24% - 太平洋諸島系: 0.03% - その他の人種: 0.14% - 混血: 0.74% - ヒスパニック・ラテン系: 0.68% 先祖による構成 - ノルウェー系：31.6％ - ドイツ系：26.1％ - アイルランド系：5.5％ 年齢別人口構成 - 18歳未満: 24.7% - 18-24歳: 14.5% - 25-44歳: 25.6% - 45-64歳: 20.0% - 65歳以上: 15.3% - 年齢の中央値:35歳 - 性比（女性100人あたり男性の人口） - 総人口: 107.7 - 18歳以上: 108.6 | 世帯と家族（対世帯数） - 18歳未満の子供がいる: 32.4% - 結婚・同居している夫婦: 54.2% - 未婚・離婚・死別女性が世帯主: 6.5% - 非家族世帯: 35.7% - 単身世帯: 29.4% - 65歳以上の老人1人暮らし: 11.6% - 平均構成人数 - 世帯: 2.43人 - 家族: 3.06人 収入と家計 - 収入の中央値 - 世帯: 36,098米ドル - 家族: 45,484米ドル - 性別 - 男性: 30,829米ドル - 女性: 20,310米ドル - 人口1人あたり収入: 16,339米ドル - 貧困線以下 - 対人口: 10.4% - 対家族数: 6.1% - 18歳未満: 7.9% - 65歳以上: 9.6% |

## 都市と町

### 都市
- アバークロンビー
- バーニー
- クリスティーヌ
- コルファクス
- ドワイト
- フェアマウント
- グレートベンド
- ハンキンソン
- リッジャーウッド
- マンタドー
- ムーアトン
- ワーペトン - 郡庁所在地
- ウォルコット
- ワインドミア

注: ノースダコタ州の法人化された自治体は、その大きさに拠らず全て「市」になる

### 郡区
| - アバークロンビー - アンテロープ - バーニー - バーリー - ベルフォード - ブランデンバーグ - ブライトウッド - センター - コルファクス - ダントン - デビロ - デクスター | - デューア - ドワイト - イーグル - エルマ - フェアマウント - フリーマン - ガーボーグ - グラント - グリーンデール - ヘレンデール - ホームステッド - イブセン | - ラマーズ - リバティグローブ - ムーアトン - モラン - ナンセン - シャイアン - サミット - バイキング - ウォルコット - ウォルド - ウェストエンド - ワインドミア |